# Dóner

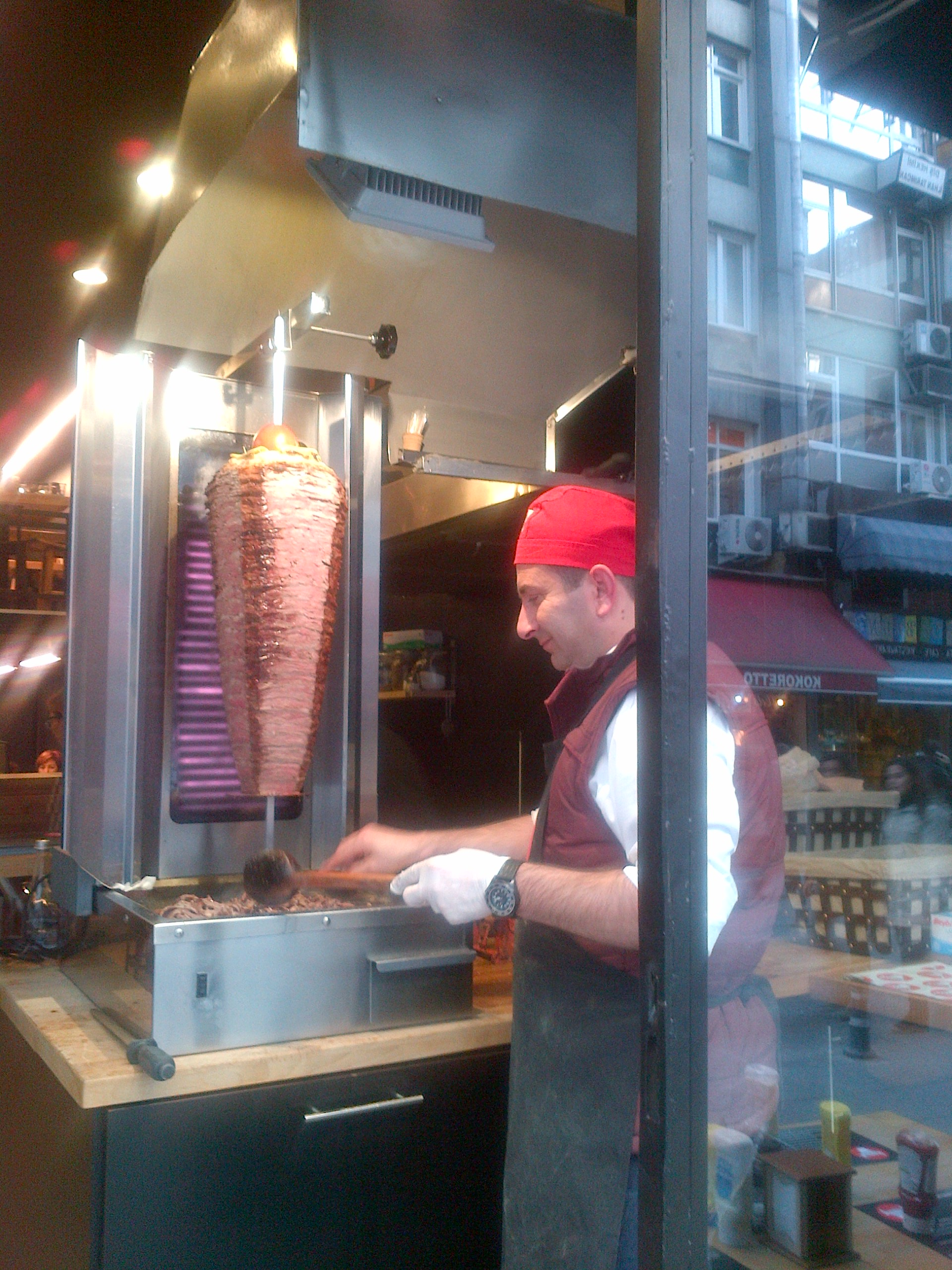
dóner de carn de vedella a Kadıköy, Istanbul, Turquia.

Dóner o dóner kebab és una variant de kebab típica de la gastronomia turca comunament trobat a tot Turquia i regions veïnes, i que consisteix en fines làmines de carn de xai, pollastre o vedella cuinada en un rostidor vertical, generalment consumit amb un pa pla com pide juntament amb vegetals i altres acompanyaments. Les seves versions en durum o altres formes de menjar ràpid s'han fet populars a Europa com a menjar ràpid, gràcies a la influència d'emigrants turcs.

## Característiques
El terme dóner kebab significa «carn a la graella que fa voltes». Tant el xauarma àrab com el giros grec són adaptats de l'idioma turc i es refereixen a «girar». Xauarma és una forma deformada de la paraula turca «çevirme» que significa girar una carn sobre les brases, això sí, horitzontalment, a diferència del dóner que gira verticalment.
El dóner kebab es prepara generalment de carn bovina o moltes vegades d'una barreja d'aquesta amb carn d'ovella i se sol servir juntament amb un pa pla especial, rodó i aixafat, característic de la cuina balcànica i del Pròxim Orient anomenat "pide" en turc i moltes vegades acompanyat d'amanida i arròs. Els quioscos en els quals se serveix una versió del dóner són comuns en molts països d'Europa, entre els quals Alemanya, Àustria, Suïssa, França, Països Baixos, Dinamarca, Regne Unit i Espanya.
També hi ha el Iskender, una versió de dóner servit amb iogurt, salsa de tomàquet calenta i mantega fosa.

## Variants

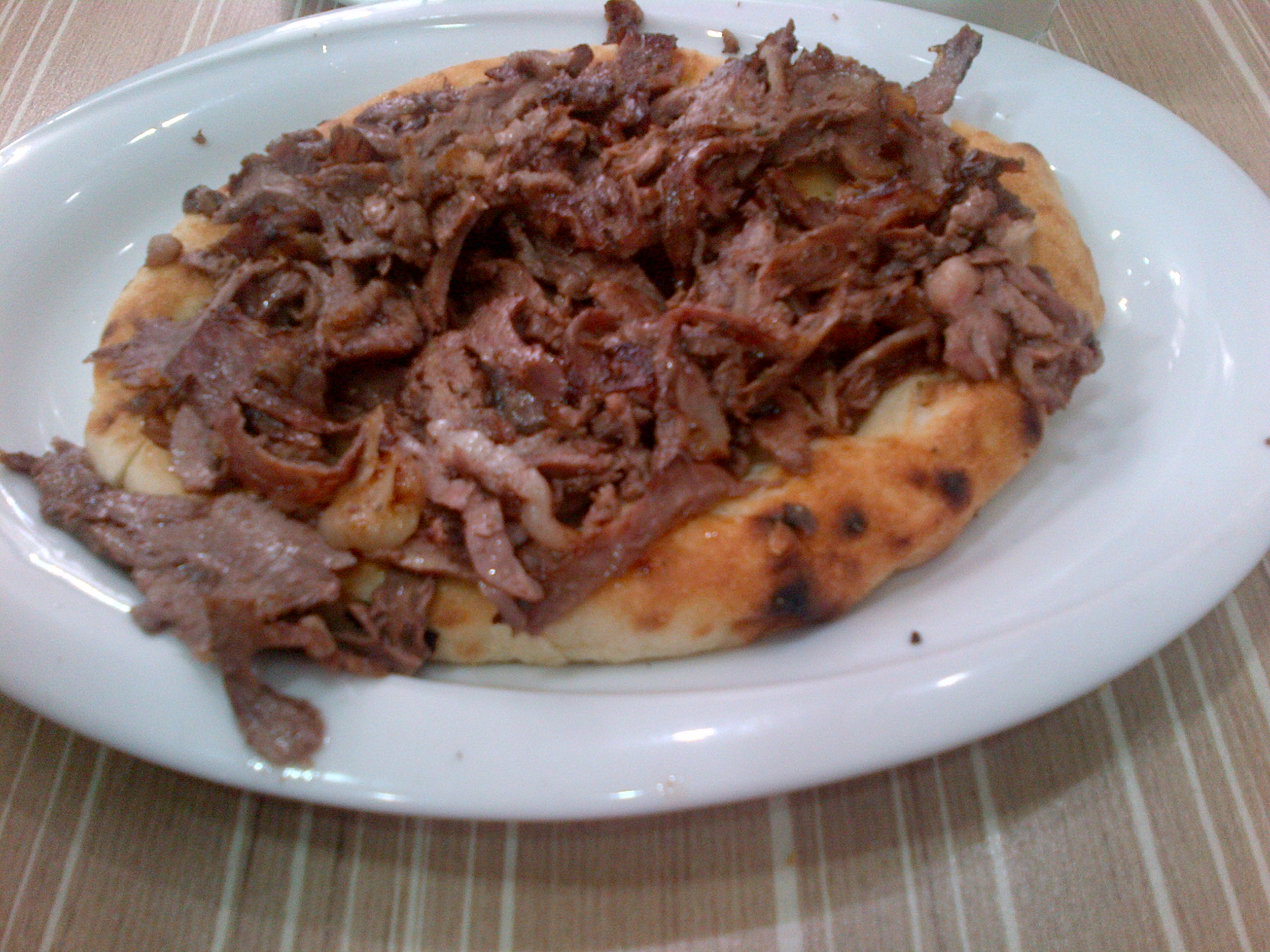
Una porció de dóner

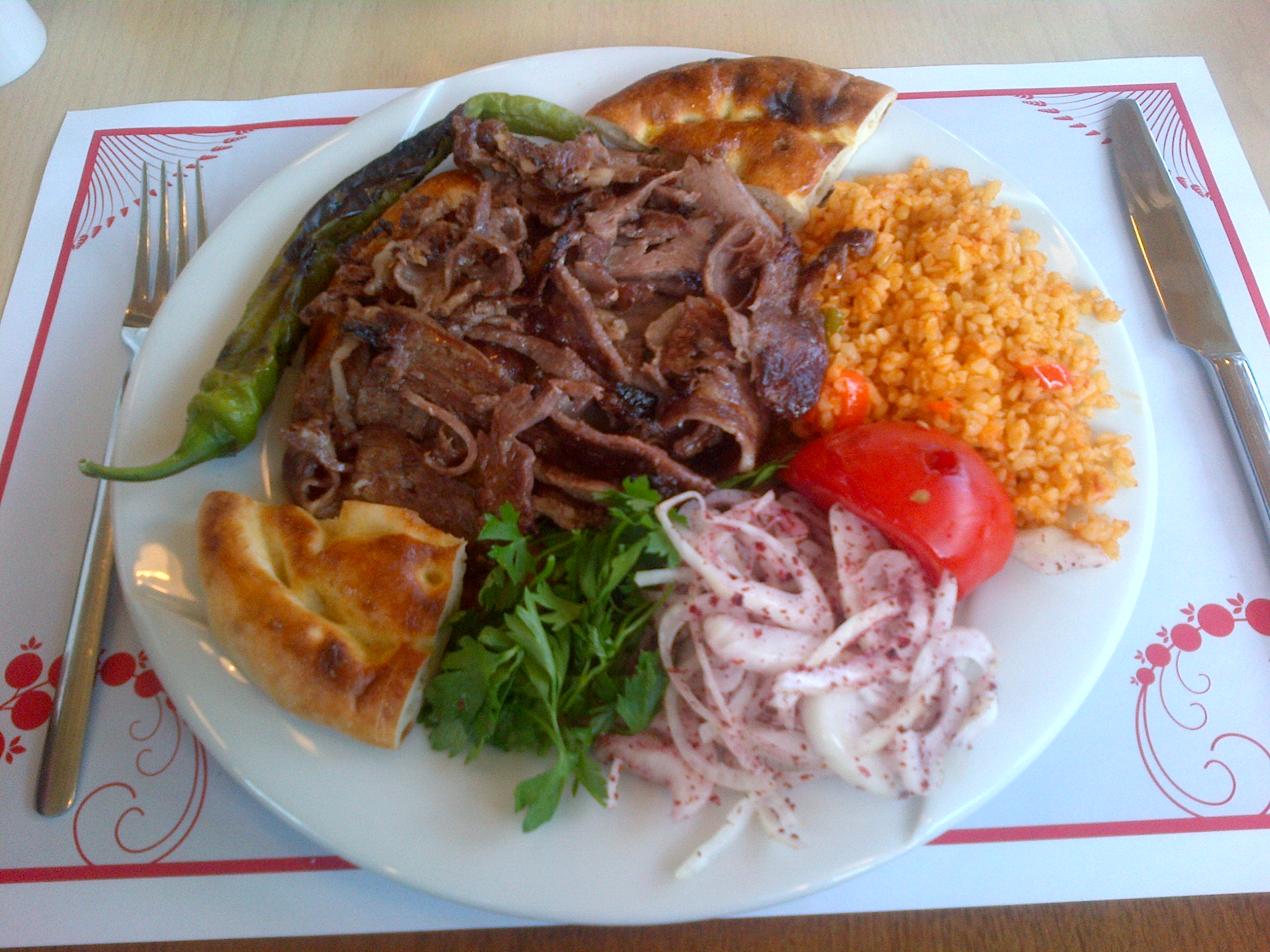
dóner, en companyia de bulgur pilavı, verdures, ceba crua ploma i pide, servit en un restaurant d'Ankara, Turquia.

Va ser introduït per immigrants turcs a principis de 1970 al districte de Kreuzberg, a Berlín. Es produeixen diàriament de 200 a 300 tones de dóner i el volum de negoci va arribar als 1.500 milions d'euros el 1998. La variant del dóner en pa pla a l'àrea germanoparlant es diferencia de la turca per l'addició de verdures (amanida, tomàquet, cèrcols de ceba i sovint col) i per les salses emprades, que no són populars a Turquia, maionesa o iogurt. La paraula "dóner" ha entrat a l'alemany. A Alemanya de vegades el dóner es menja dins d'un lahmacun; un fet que ha estat qualificat pel gastrònom turc Baha Güngör com una "violació" d'aquest plat turc.
La versió àrab, xauarma gairebé sempre es fa amb carn de xai, mestre que en la preparació del gyros, la versió grega, es prefereix fer servir, generalment, carn de porc. Els acompanyaments i la presentació de cadascuna de les tres versions difereixen tant entre elles mateixes com també segons països i regions .

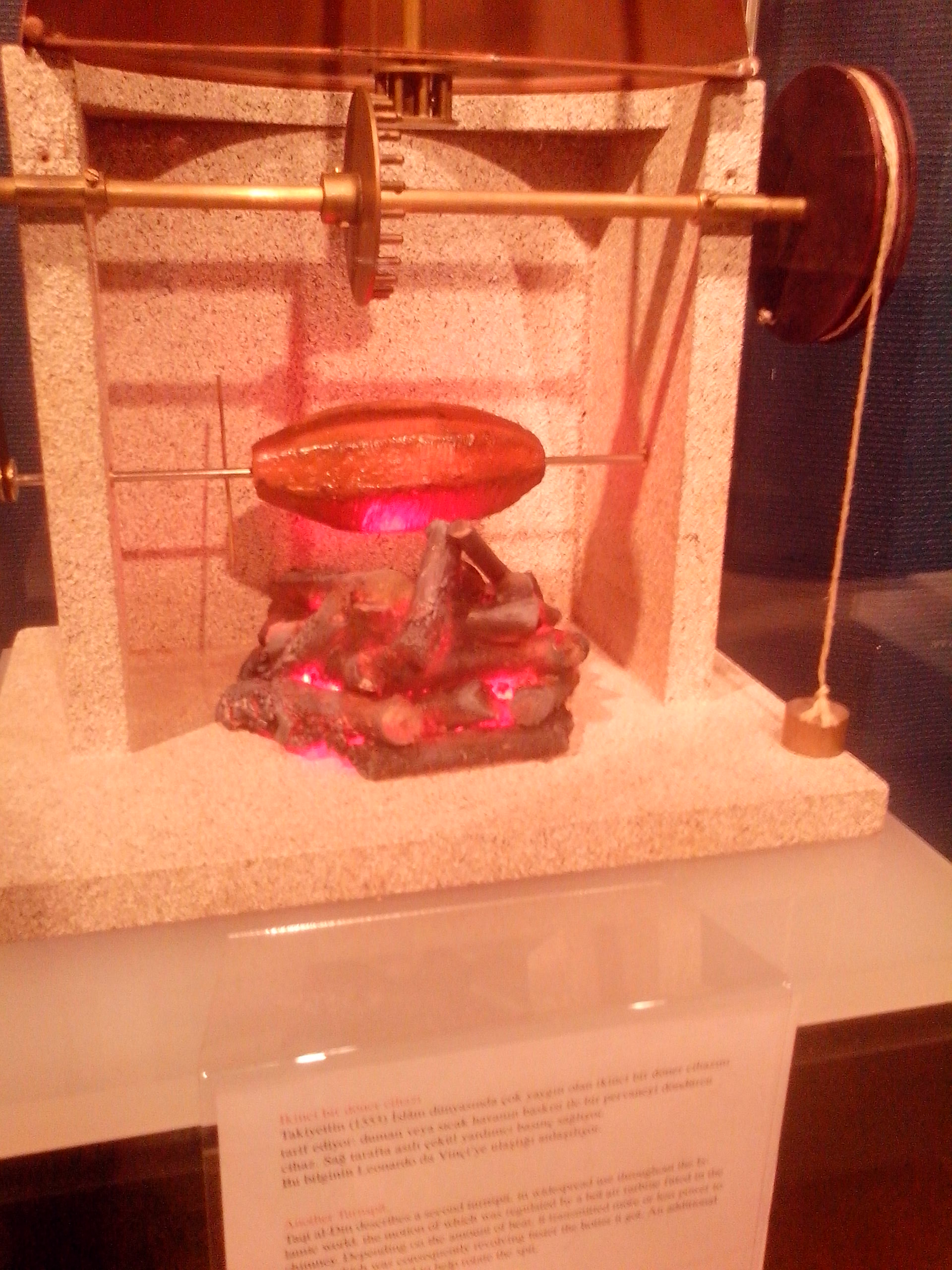
Antiga maquina de dóner en un museu turc